# Roca de Pessanita
La Roca de Pessanit és una muntanya de 1.315 metres que es troba al municipi de la Vall de Boí, a la comarca de l'Alta Ribagorça.